# Narathura louisa
Narathura louisa är en fjärilsart som beskrevs av Evans 1957. Narathura louisa ingår i släktet Narathura och familjen juvelvingar. Inga underarter finns listade i Catalogue of Life.